# 양지사
주식회사 양지사는 대한민국의 수첩과 다이어리 기업이다.
2023년 창업주의 장남 이진 씨가 최근 1년간 보유지분을 대량으로 매각하여 340억 원을 현금화하였으며 소극적인 주가부양책과 높은 유동자산비율이 비판의 대상이 되고 있다.

## 역사
1976년 9월 개인사업체로 설립된 후 1979년 1월 법인사업체를 전환하였으며 1996년 10월 코스닥 시장에 상장하였다.

### 내용주
1. ↑  개인사업체
2. ↑  현 법인 설립일